# Suwa Yorimitsu
Suwa Yorimitsu (諏訪頼満, 1473-1540) est un seigneur de guerre de la province de Shinano. La région alors contrôlée par Yorimitsu est le lac Suwa. Durant l'année 1485, le père de Yorimitsu est tué par ses propres serviteurs pour des raisons inconnues. Mais Yorimitsu est à la fin un dirigeant très capable, qui renforce considérablement le domaine de Suwa.

## Source de la traduction
- (en) Cet article est partiellement ou en totalité issu de l’article de Wikipédia en anglais intitulé « Suwa Yorimitsu » (voir la liste des auteurs).